# Patrick Paauwe
Patrick Paauwe (nacido el 27 de diciembre de 1975 en 't Harde) es un jugador profesional de fútbol de los Países Bajos.

## Trayectoria
Paauwe ha sido internacional con la Selección de fútbol de los Países Bajos en cinco ocasiones y ha jugado en el PSV Eindhoven durante dos años, de 1993 a 1995 aunque sólo disputó dos encuentros. Entonces se fue a jugar al De Graarschap donde jugó toda la temporada 95/96, 23 partidos. Al año siguiente fichó por el Fortuna Sittard y en dos temporadas jugó 61 encuentros. Ya en 1998 dio el salto al Feyenoord de Róterdam, en cuyo equipo disputó 229 partidos distribuidos en 8 temporadas. Ya en la temporada 2006/07 se fue a Francia para jugar en el Valenciennes y a la temporada siguiente salió del equipo para jugar en el Borussia Mönchengladbach Su hermano Cees Paauwe también es futbolista.

## Clubes
| Club                     | País         | Año       |
| ------------------------ | ------------ | --------- |
| PSV Eindhoven            | Países Bajos | 1993-1995 |
| De Graafschap            | Países Bajos | 1995-1996 |
| Fortuna Sittard          | Países Bajos | 1996-1998 |
| Feyenoord                | Países Bajos | 1998-2006 |
| Valenciennes FC          | Francia      | 2006-2007 |
| Borussia Mönchengladbach | Alemania     | 2007-2009 |
| VVV-Venlo                | Países Bajos | 2009-2011 |

## Palmarés
Paauwe ha ganado la Eredivisie en 1999 y también la Copa de la UEFA en 2002, ambos títulos con el Feyenoord.